# 马里安·什佳斯特尼
马里安·什佳斯特尼（1953年1月8日—），斯洛伐克男子冰球运动员。他曾代表捷克斯洛伐克国家队参加1980年冬季奥林匹克运动会冰球比赛，获得第五名。

## 家庭
弟弟彼得·什佳斯特尼、安东·什佳斯特尼等。